# 1969 en musique
| \| • Retour à la chronologie générale de la musique populaire • \| |
| XXIe siècle • XXe siècle • XIXe siècle • XVIIIe siècle XVIIe siècle • XVIe siècle • XVe siècle • XIVe siècle XIIIe siècle • XIIe siècle • XIe siècle • Xe siècle IXe siècle • VIIIe siècle • Haut Moyen Âge • Rome • Grèce |
| • Retour à la chronologie générale de la musique populaire • |

| • Retour à la chronologie générale de la musique populaire • |

| Années de la musique populaire : 1966 - 1967 - 1968 - 1969 - 1970 - 1971 - 1972    |
| Décennies de la musique populaire : 1930 - 1940 - 1950 - 1960 - 1970 - 1980 - 1990 |

Cet article présente les faits marquants de l'année 1969 en musique.

## Événements

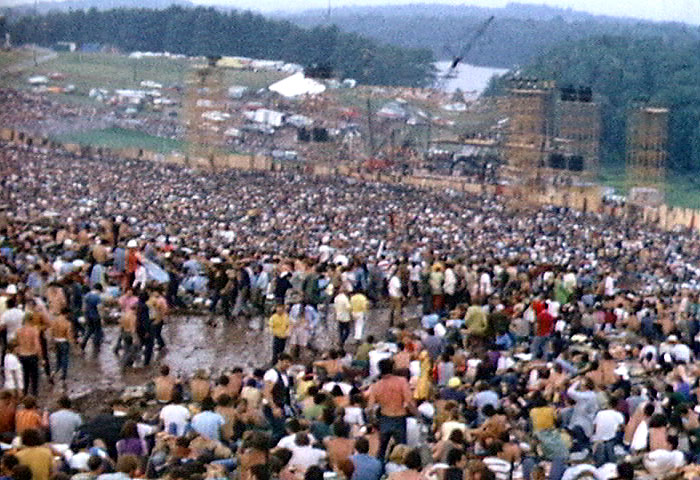
Public durant le festival de Woodstock

- 6 janvier : à Paris, rencontre entre Jacques Brel, Georges Brassens et Léo Ferré, qui donnera lieu à une photo mythique.
- 12 janvier : sortie du premier album de Led Zeppelin.
- 30 janvier : dernière performance publique des Beatles, sur le toit de l'immeuble Apple à Londres.
- 1er mars : Jim Morrison, leader des Doors, est arrêté à Miami pour son comportement durant un concert du groupe.
- 26 avril au 4 mai : Johnny Hallyday présente au Palais des sports de Paris son premier grand show, qualifié par le magazine Rock & Folk de « show de l'an 2000[1] ».
- 3 juin : Sortie du premier album d'Elton John.
- 5 juillet : les Rolling Stones donnent un concert à Hyde Park en mémoire de Brian Jones, mort deux jours auparavant.
- 15-18 août : le festival Woodstock à Bethel réunit 500 000 personnes.
- 6 décembre : concert gratuit des Rolling Stones à Altamont, marqué par la mort de quatre spectateurs.
- Lancement au Royaume-Uni par Philips du label Vertigo.

## Disques sortis en 1969
- Albums sortis en 1969
- Singles sortis en 1969

## Succès de l'année en France (singles)

### Chansons classées Numéro 1
Cette liste présente, par ordre chronologique, tous les titres s'étant classés à la première place des ventes durant l'année 1969.
- Joe Dassin : Ma bonne étoile
- Barry Ryan : Eloise
- Dimitri Dourakine : Casatschok
- Rika Zaraï : Casatschok
- Richard Anthony : Le Sirop Typhon
- David Alexandre Winter : Oh Lady Mary
- Georges Moustaki : Le Métèque
- Johnny Hallyday : Que je t'aime
- Jean-François Michael : Adieu jolie Candy

### Chansons francophones
Cette liste présente, par ordre alphabétique, tous les titres francophones s'étant classés parmi les 10 premières places des ventes hebdomadaires durant l'année 1969.
- Adamo : Pauvre Verlaine
- Adamo : Petit bonheur
- Charles Aznavour : Désormais
- Claude François : Eloise
- Claude François : Rêveries
- Claude François : Tout éclate, tout explose
- David-Alexandre Winter : Oh Lady Mary
- David-Alexandre Winter : Vole, s’envole
- Enrico Macias : Noël à Jérusalem
- Georges Moustaki : Le Métèque
- Gigliola Cinquetti : L'Orage
- Hugues Aufray : Adieu Monsieur le professeur
- Ivan Rebroff : Le temps des fleurs
- Jacques Dutronc : L’hôtesse de l’air
- Jean-François Michaël : Adieu jolie Candy
- Joe Dassin : Ma bonne étoile
- Joe Dassin : Le Petit Pain au chocolat
- Joe Dassin : Les Champs-Élysées
- Johnny Hallyday : Fumée
- Johnny Hallyday : Rivière... ouvre ton lit
- Johnny Hallyday : Que je t'aime
- Julien Clerc : La Californie
- Julien Clerc : Laissons entrer le soleil
- Léo Ferré : C’est extra
- Marie Laforêt : Que calor la vida
- Michel Delpech : Wight is Wight
- Michel Polnareff : Tous les bateaux, tous les oiseaux
- Michel Polnareff : Dans la maison vide
- Mireille Mathieu : C'est à Mayerling
- Mireille Mathieu : La première étoile
- Mireille Mathieu : Mon bel amour d'été
- Pierre Perret : Les baisers
- René Joly : Chimène
- Richard Anthony : Les ballons
- Richard Anthony : Le Sirop Typhon
- Rika Zaraï : Casatschok
- Rika Zaraï : Alors je chante
- Serge Gainsbourg & Jane Birkin : Je t'aime… moi non plus
- Sheila : Arlequin
- Sheila : Oncle Jo
- Sylvie Vartan : La Maritza
- Sylvie Vartan : On a toutes besoin d’un homme

### Chansons non francophones
Cette liste présente, par ordre alphabétique, tous les titres non francophones s'étant classés parmi les 10 premières places des ventes hebdomadaires durant l'année 1969.
- Aphrodite’s Child : I want to live
- Barry Ryan : Eloise
- Bee Gees : I Started a Joke
- Dimitri Dourakine : Casatschok
- Ennio Morricone : L'homme à l'harmonica
- Giorgio : Looky, Looky
- JJ Light : Heya
- Joe Cocker : With a Little Help from My Friends
- Shocking Blue : Venus
- The Beatles : Ob-la-di, ob-la-da
- The Beatles : Get Back
- The Beatles : The Ballad of John and Yoko
- The Beatles : Come Together
- The Edwin Hawkins Singers : Oh Happy Day
- Wallace Collection : Daydream
- Zager & Evans : In the Year 2525

## Succès internationaux de l’année
Cette liste présente, par ordre alphabétique, les trente titres et albums ayant eu le plus de succès dans les charts internationaux en 1969,.

### Singles
- Archies : Sugar, Sugar
- Bee Gees : I Started a Joke
- Bee Gees : Don't Forget to Remember
- Creedence Clearwater Revival : Proud Mary
- Creedence Clearwater Revival : Bad moon rising
- Creedence Clearwater Revival : Down on the Corner
- Creedence Clearwater Revival : Green River
- Desmond Dekker : Israelites
- Donovan : Atlantis
- Elvis Presley : Suspicious Minds
- Elvis Presley : In the Ghetto
- Serge Gainsbourg & Jane Birkin  : Je t'aime… moi non plus
- Simon & Garfunkel : The Boxer
- Tammy Wynette : Stand by Your Man
- The 5th Dimension : Let the Sunshine In
- The Beatles : Get Back
- The Beatles : Come Together
- The Beatles : The Ballad of John and Yoko
- The Beatles : Something
- The Beatles : Ob-La-Di, Ob-La-Da
- The Cowsills : Hair
- The Doors : Touch Me
- The Edwin Hawkins Singers : Oh Happy Day
- The Foundations : Build Me Up Buttercup
- The Hollies : He ain't heavy, he's my brother
- The Rolling Stones : Honky Tonk Women
- The Zombies : Time of the Season
- Tommy James & the Shondells : Crimson & Clover
- Tommy Roe : Dizzy
- Zager & Evans : In the Year 2525

### Albums
- Barbra Streisand : Funny Girl
- Bee Gees : Best of
- Blind Faith : Blind Faith
- Blood, Sweat and Tears : Blood, Sweat & Tears
- Bob Dylan : Nashville Skyline
- Captain Beefheart : Trout Mask Replica
- Chicago : The Chicago Transit Authority
- Cream : Goodbye
- Creedence Clearwater Revival : Green River
- Creedence Clearwater Revival : Bayou Country
- Crosby, Stills & Nash : Crosby, Stills & Nash
- Diana Ross and the Supremes Join the Temptations : TCB
- Dusty Springfield : Dusty in Memphis
- Elvis Presley : From Elvis in Memphis
- Hair
- Iron Butterfly : In-A-Gadda-Da-Vida
- Jethro Tull : Stand Up
- Johnny Cash : At San Quentin
- Led Zeppelin : Led Zeppelin
- Led Zeppelin : Led Zeppelin II
- Sly & The Family Stone : Stand!
- The Band : The Band
- The Beatles : Abbey Road
- The Beatles : Yellow Submarine
- The Moody Blues : On the Threshold of a Dream
- The Rolling Stones : Let It Bleed
- The Who : Tommy
- Tom Jones : This Is Tom Jones
- Tom Jones : Help Yourself
- Wendy Carlos : Switched-On Bach

## Récompenses
- États-Unis : 12e cérémonie des Grammy Awards
- Europe : Concours Eurovision de la chanson 1969

## Formations de groupes
- Groupe de musique formé en 1969

## Naissances
- 5 janvier : Marilyn Manson, chanteur et musicien américain
- 14 janvier : Dave Grohl, membre des groupes Nirvana et Foo Fighters
- 1er février : Joshua Redman, saxophoniste américain
- 12 février : Meja, chanteuse suédoise
- 5 mars : MC Solaar, rappeur français
- 25 mars : Dan Wilson, chanteur et guitariste américain
- 10 mai : Bob Sinclar, disc jockey français
- 24 mai : Rich Robinson, membre de The Black Crowes
- 15 juin : Ice Cube, rappeur américain
- 16 juin : Bénabar, auteur-compositeur-interprète français
- 26 juin : Colin Greenwood, membre de Radiohead
- 5 juillet : RZA, rappeur américain
- 24 juillet : Jennifer Lopez, chanteuse et actrice américaine
- 4 août : Max Cavalera, fondateur des groupes Sepultura et Soulfly
- 6 août : Elliott Smith, auteur-compositeur-interprète américain
- 12 août : Tanita Tikaram, chanteuse germano-britannique
- 5 septembre : Dweezil Zappa, guitariste américain
- 16 septembre : Marc Anthony, chanteur américain
- 17 septembre : Keith Flint, chanteur britannique membre de The Prodigy
- 19 septembre : Alkínoos Ioannídis, chanteur chypriote grec
- 23 septembre : Patrick Fiori, chanteur français
- 3 octobre : Gwen Stefani, auteur-compositrice-interprète américaine, membre de No Doubt
- 9 octobre : PJ Harvey, auteur-compositrice-interprète britannique
- 2 novembre : Reginald Arvizu, membre du groupe KoЯn
- 3 novembre : Robert Miles, DJ et musicien suisse
- 4 novembre : Puff Daddy, rappeur américain
- 14 novembre: Butch Walker, auteur-compositeur-interprète américain
- 4 décembre : Jay-Z, rappeur américain
- 29 décembre : George Fisher, chanteur américain de death metal
- 30 décembre : Jason Kay, auteur-compositeur-interprète britannique, fondateur de Jamiroquai
- Date inconnue :
  - Axel Krygier, musicien argentin.

## Décès
- 6 janvier : Johnny Moore, guitariste de blues américain
- 22 juin : Judy Garland, chanteuse et actrice américaine
- 3 juillet : Brian Jones, musicien fondateur de The Rolling Stones
- 3 octobre : Skip James, chanteur, guitariste, pianiste et compositeur de blues américain